# ティーンズモード
ティーンズモードは、KDDI系の携帯電話に採用されている、主に小学生や中学生など、親の支援が必要で自立して生きていけない未成年向けに、メールの送信回数や通話時間・サイトアクセスなどを制限する機能である。保護者が設定をし、使用者本人はパスワードを知らない限りその設定を変更できないようになっている。
およそ12歳から18歳までの青少年期においては、友人などとのメールのやりとりや長電話・サイト閲覧の多用などで使い過ぎが多く、そのため料金が意外と莫大になりやすく、多くの保護者がその支払いに頭を痛めており、また未成年者に有害なサイトなども存在することから、青少年層に携帯電話を持たせる場合、一定の制限が好ましいとのことで設けられた。